# Beretta 1938A
 (octobre 2018).
Si vous disposez d'ouvrages ou d'articles de référence ou si vous connaissez des sites web de qualité traitant du thème abordé ici, merci de compléter l'article en donnant les références utiles à sa vérifiabilité et en les liant à la section « Notes et références ».
Le Mousqueton Automatique Beretta (MAB) 1938A est le premier pistolet mitrailleur (PM) italien réellement produit en série. Il est à l'origine des modèles 38/42, 38/44 et Beretta 38/49.

## Histoire
Il est l'œuvre de l'ingénieur Tulio Marengoni. Il entre en service dans l'armée de terre italienne et chez les Carabiniers en 1938 sous la forme du Beretta Modèle 38.
Les 500 premiers exemplaires du MAB mod.38 furent distribués en octobre 1938 au Corpo della Polizia Coloniale (ensuite rebaptisé PAI) et aux agents de sécurité publique du I battaglione mobile de Rome. Les MAB de la PAI se distinguaient par la présence d'une baïonnette pliante et par le compensateur à évent unique. Au 20 mai 1939, seulement 2 000 exemplaires du pistolet-mitrailleur avaient été commandés. Il faut dire que l'arme n'intéressa pas tout de suite le Regio Esercito, qui pensait équiper de pistolets-mitrailleurs uniquement les équipages des blindés.
Après l'entrée de l'Italie dans la guerre, SUPERASI demanda le 25 juin 1940 à la PAI de lui fournir des MAB mod.38A pour équiper le bataillon de parachutistes libyens. Entretemps, le pistolet-mitrailleur avait été commandé par l'armée de terre et l'infanterie de marine pour armer le rgt. San Marco. Durant les trois premiers mois de l'année 1943, Beretta fournit 11 000 exemplaires du MAB, tandis qu'en juin, la cadence de production mensuelle était passée à 5 000 pièces. L'arme commença à être distribuée à l'Esercito en 1941. Certaines unités furent presque entièrement armées de MAB, comme la div.par. Nembo, qui en comptait 1 500 exemplaires au 24 août 1943, les unités Arditi et l'infanterie de marine. En 1943, chaque régiment d'infanterie devait avoir une dotation théorique de 356 MAB pour 3 982 hommes. La demande était si forte que le ministère de la guerre dut interdire aux militaires par la circulaire no 382 du 3 août 1942 l'achat direct de MAB auprès de Beretta. Fin avril 1943, on comptait tout juste 14 782 exemplaires en service.

### Développement du Beretta 38
Le Modèle 38, produit en petite série en 1938 et 1939, reprenait la forme d'un mousqueton avec sa longue monture en bois.
Comme beaucoup de PM européens des années 1920 et 1930, sa carcasse était ronde et le refroidisseur entourant son canon était perforé de trous ronds.
De plus, il possédait un frein de bouche et un tenon de baïonnette. Il fonctionnait avec deux détentes : la détente avant commande le coup par coup et la seconde le tir automatique.

### Le Beretta 1938A
Avec l'entrée en guerre de l'Italie en 1940, le Beretta 1938 est simplifié pour devenir le Beretta 1938A. Ainsi cette nouvelle version dispose d'un compensateur à fente et non plus un frein de bouche.
Elle connaît le feu au cours de la Guerre civile espagnole. Pendant la Seconde Guerre mondiale, ce PM est utilisé par aussi par la Wehrmacht, l'Armée éthiopienne, les FFL et les SAS. Dans les trois derniers cas, il s'agit d'armes prises sur les troupes italiennes en Afrique du Nord ou en Somalie italienne.
Les armes stockées par les Britanniques armeront leurs supplétifs dans les guerres coloniales des années 1950 (Révolte Mau Mau notamment).
Au lendemain de la dernière guerre mondiale, des Beretta 38A abandonnées par les Italiens se rencontraient souvent en  Ethiopie, en Libye ou en Somalie expliquant son usage lors des guerres d'indépendance de l'Érythrée, du Conflit tchado-libyen ou la Guerre civile somalienne.
En 1947, l'Argentine achète des MAB 38 A.

## Variantes construites durant la Seconde Guerre mondiale

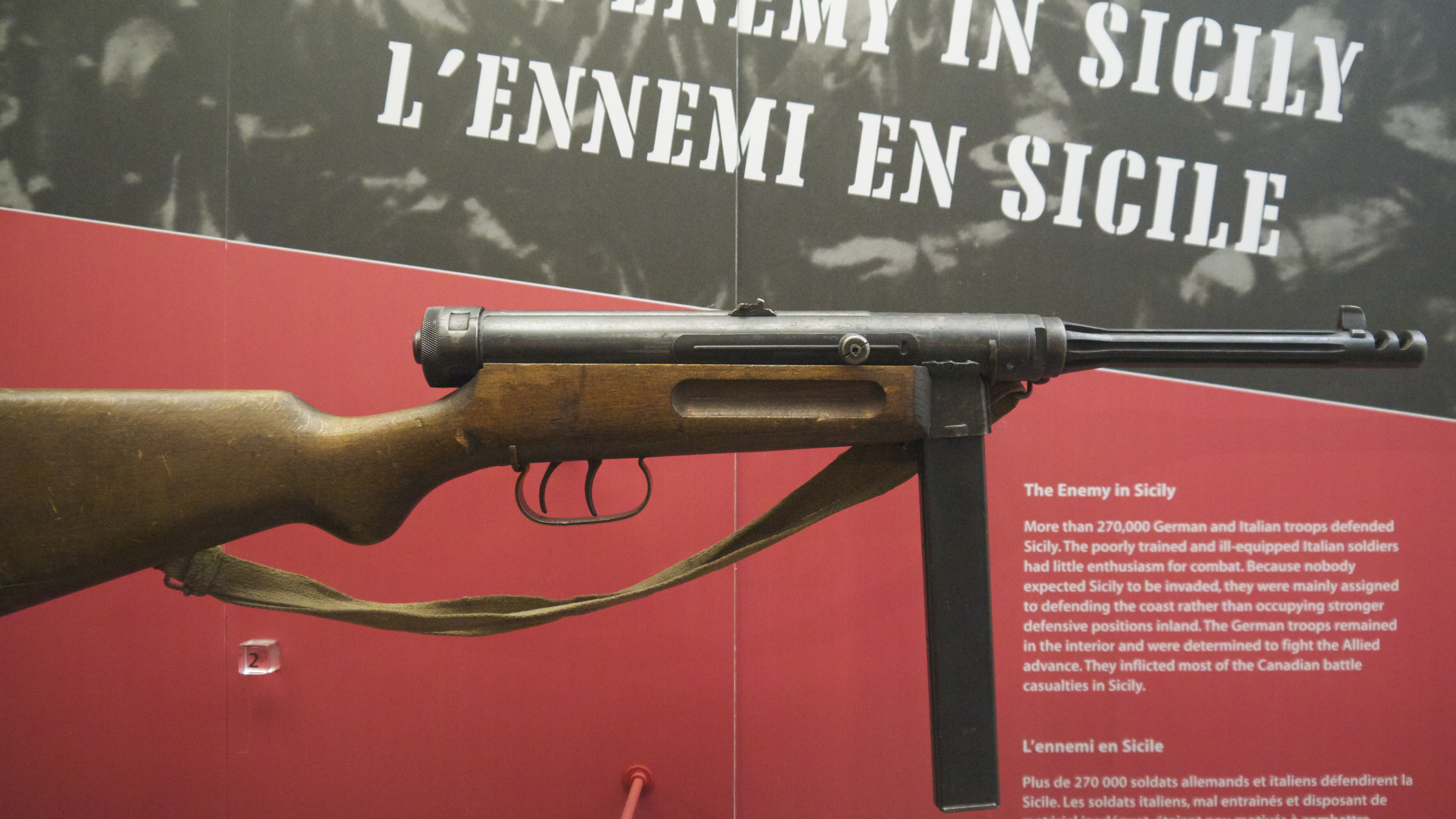
Le Beretta M38/42 au Musée canadien de la guerre.

Le besoin massif d'armes légères pour l'armée italienne obligea Beretta à simplifier son PM 1938A. Ainsi naquirent les Beretta 38/42 et 38/44.

### Le Beretta 38/42
Le modèle Beretta 38/42 fut adopté en 1942 par l'Italie et produit de 1943 à 1945. C'est un M38A simplifié par la suppression du manchon refroidisseur remplacé par un canon pourvu de rainures longitudinales. Le frein de bouche est maintenu ; le fût est plus court.
| Munition        | Cadence de tir théorique | Longueur | Canon   | Masse à vide | Masse avec chargeur 40 coups | Chargeur         |
| --------------- | ------------------------ | -------- | ------- | ------------ | ---------------------------- | ---------------- |
| 9 mm Parabellum | 550 coups par minute     | 80 cm    | 21,3 cm | 3,27 kg      | 4 kg                         | 20/40 cartouches |

Il participa, comme le modèle 1938A, à la Seconde Guerre mondiale en équipant les armées italienne, roumaine et la Wehrmacht mais aussi les résistants albanais grecs ou yougoslaves.

### Le Beretta 38/43
C'est une version simplifiée du 38/42 sur lequel le canon est dorénavant lisse. Les troupes de la République de Salo comme les soldats de la Wehrmacht et de l'Armée impériale japonaise utilisèrent le 38/43.

### Le Beretta 38/44
C'est un 38/43 sur lequel le ressort récupérateur est simplifié et la hausse est devenue pivotante (en L). Il fut exporté au Costa Rica, en Irak, au Pakistan et en Syrie. Le M38/44 servit ainsi lors du Conflit kurde en Irak, du conflit indo-pakistanais de 1947  et de la Guerre civile syrienne.

## Variantes construites après la Seconde Guerre mondiale

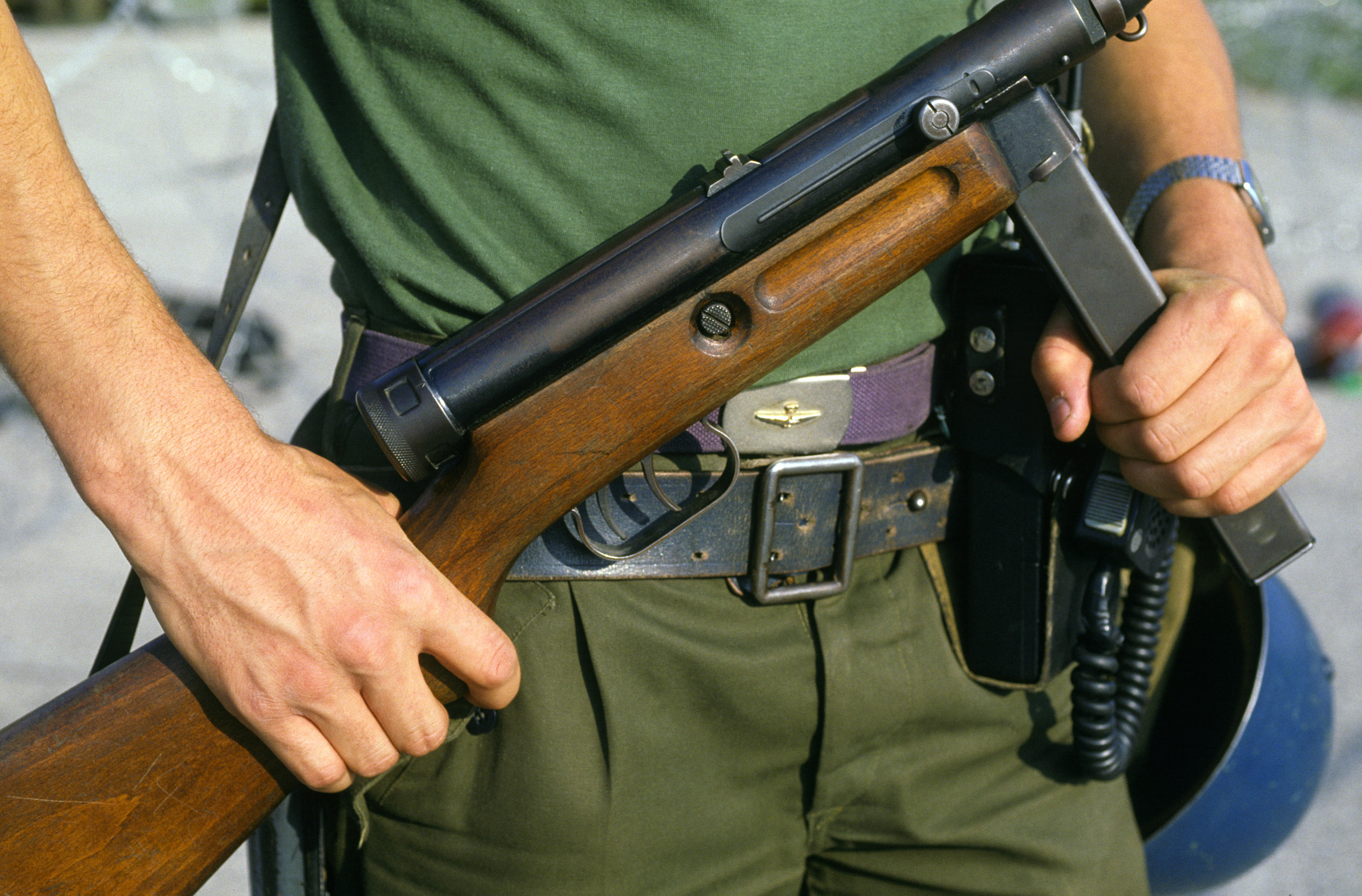
Le Beretta Modello 4 était encore en service en Italie dans les années 1980.

Le besoin d'armes légères pour la nouvelle armée italienne et l'export obligea Beretta à simplifier son PM 1938A. Ainsi naquirent le Beretta 38/49 décliné en Modèles 4 et 5.

### Le Beretta 38/49 ou modèle 4
Produit de 1949 à 1970, le 38/49 fut largement diffusé. Rebaptisé Modèle 4 après 1956. Il possède un bouton de sûreté transversale. Ce modèle est produit sous licence en Indonésie par PT Pindad et en République dominicaine par la Armería San Cristóbal.

### Le Beretta 38/57 ou modèle 5
Produit de 1957 à 1970, Le Modèle 5 est un Modèle 4 doté d'une sûreté à pression sise la face gauche du fût.
| Modèle                           | Munition        | Cadence de tir théorique | Longueur | Canon   | Masse du PM chargé | Chargeur         |
| -------------------------------- | --------------- | ------------------------ | -------- | ------- | ------------------ | ---------------- |
| MAB 38/49 / Modello 4/ Modello 5 | 9 mm Parabellum | 550 coups par minute     | 80 cm    | 21,3 cm | 3,98 kg            | 20/40 cartouches |

### Diffusion des Modèles 4 & 5
Les derniers mousquetons automatiques Beretta furent en service en Allemagne de l'Ouest (MP1 utilisé par la Bundeswehr et les BGS), au  Costa Rica, en République Dominicaine en Égypte, au  Maroc, en Thaïlande, en Tunisie et en République arabe du Yémen.
Ainsi la mitraillette Beretta connut la guerre civile dominicaine et la Seconde occupation de la République dominicaine par les États-Unis. L'Armée égyptienne l'utilisa lors de la Crise de Suez, comme les soldats tunisiens lors de la bataille de Bizerte.
Enfin les forces royalistes du Royaume mutawakkilite du Yémen (renforcées par des mercenaires européens dont Bob Denard)  comme les forces républicaines de la République arabe du Yémen firent le coup de feu avec des Beretta M38/49 durant la Guerre civile du Yémen du Nord.

## Les Beretta 38A et 38/42 en Algérie
À travers le trafic d'armes, les PM 38 et 38/42 équipaient les rebelles du FLN et du MNA durant la Guerre d'Algérie. Des ateliers clandestins de l'ALN produisirent des copies simplifiées de ces mitraillettes italiennes.

## Sources
- Martin J. Dougherty, Armes à feu : encyclopédie visuelle, Elcy éditions, 304 p. (ISBN 9782753205215), p. 217.
- R.L. Wilson, L'univers de Beretta. Une légende internationale, Éditions Proxima, 2001 (traduction française d'un livre US publié en 2000).
- « Les pistoles-mitrailleurs Beretta »,par Sergio Zannol, Gazette des armes no 78, 1980
- M. MALHERBE, Les Pistolets-mitrailleurs européens, ELT, 1985
- Jean HUON, Les Armes Italiennes en 1940-1945, Crepin Leblond, 2006
- Le pistolet-mitrailleur italien Beretta modèle 38, par Luc Guillou, série de 3 articles de Luc Guillou, Gazette des armes no 422/423/424, 2010
- Martin J. Dougherty, Armes à feu : encyclopédie visuelle, Elcy éditions, 304 p. (ISBN 9782753205215), p. 209.

## Pour en savoir plus
- CLINTON EZELL, EDWARD, Encyclopédie Mondiale des Armes légères, Paris, Pygmalion, 1980 et 1989 (1re et 2e éd° françaises).
- HOGG (IAN V) et WEEKS (JOHN), Les Armes légères du XXe Siècle, Paris, Éditions de Vecchi, 1981.
- Fiche Beretta 1938 A sur secondeguerre.net
- Fiche Beretta 1938 A 42 sur secondeguerre.net
- Brochure du Beretta Modello 5